# 灰头薮唐纳雀
灰头薮唐纳雀（学名：Cnemoscopus rubrirostris），是雀形目唐纳雀科的一种鸟类，属于单型的灰头薮唐纳雀属（学名：Cnemoscopus）。
灰头薮唐纳雀体重约18克，翼长约87.4毫米，喙宽度约3.9毫米，喙厚度约5.2毫米，嘴峰长约16.5毫米，跗蹠长约22.3毫米，尾长约71.1毫米。
灰头薮唐纳雀是留鸟，栖息在森林，它们是食肉动物，主要以昆虫、蜘蛛等陆生无脊椎动物为食。